# RSPB Surlingham Church Marsh
RSPB Surlingham Church Marsh är ett naturreservat i Storbritannien.   Det ligger i grevskapet Norfolk och riksdelen England, i den sydöstra delen av landet, 160 km nordost om huvudstaden London.